# La Bonne Fée
Pour les articles homonymes, voir Bonne fée (homonymie).
Pour plus de détails, voir Fiche technique et Distribution.
La Bonne Fée (The Good Fairy) est un film américain en noir et blanc réalisé par William Wyler, sorti en 1935.
Un remake sera tourné en 1947 par William A. Seiter : I'll Be Yours (en), avec Deanna Durbin et Tom Drake.

## Synopsis
À Budapest, en Hongrie, Maurice Schlapkohl, exploitant de cinéma, rend visite à l'orphelinat pour y recruter une ouvreuse de bonnes mœurs. Parmi les postulantes, se trouve Luisa Ginglebuscher, une jeune fille qui ne vit que dans les contes de fée. C'est elle qui est choisie. Mais la vie dans la cité hongroise est bien différente de ce qu'elle imaginait. Pour échapper aux avances de Konrad, riche exportateur de viande, elle s'invente un mari avocat. C'est alors que Konrad se met en tête de faire la fortune de cet inconnu, pour pouvoir offrir des cadeaux à Luisa par ce biais. Prise au piège, cette dernière déniche dans l'annuaire l'adresse d'un certain Max Sporum. Celui-ci est un petit avocat sans envergure, célibataire endurci, qui craint par-dessus tout la visite d'huissiers pour ses notes impayées de gaz ou d'électricité. Il ne se doute pas, qu'à la suite de l'imbroglio diligenté par la Bonne fée, sa vie va basculer.

## Fiche technique
- Titre : La Bonne Fée
- Titre original : The Good Fairy
- Réalisation : William Wyler
- Scénario : Preston Sturges, Jane Hinton, d'après la pièce de théâtre La Fée[1] (A jó tündér, 1930) de Ferenc Molnar
- Photographie : Norbert Brodine
- Montage : Daniel Mandell
- Musique : Heinz Roemheld (non crédité), David Klatzkin
- Costumes : Vera West
- Direction artistique : Charles D. Hall
- Société de production et de distribution : Universal Pictures
- Pays de production :  États-Unis
- Langue originale : anglais américain
- Format : noir et blanc — 35 mm — 1,37:1 — son : mono (Western Electric Noiseless Recording)
- Genre : comédie romantique
- Durée : 98 minutes
- Dates de sortie :
  - États-Unis : 18 février 1935
  - France : 26 juillet 1935

## Distribution
- Margaret Sullavan : Luisa Ginglebuscher
- Herbert Marshall : Max Sporum
- Frank Morgan : Konrad
- Reginald Owen : Detlaff, le garçon de café
- Eric Blore : Dr. Metz
- Beulah Bondi : Dr. Schultz
- Alan Hale : Maurice Schlapkohl
- Cesar Romero : Joe
- Luis Alberni : le barbier
- June Clayworth : Mitzi

### Voix françaises
- Lita Recio
- Jean Dumontier
- René Dary
- Alfred Argus
- Jean gaudray